# Решетняк, Анатолий Владимирович
Анато́лий Влади́мирович Решетня́к (род. 14 апреля 1955, Евпатория, Крымская область) — советский легкоатлет, специалист по бегу на средние дистанции. Выступал за сборную СССР по лёгкой атлетике в конце 1970-х — начале 1980-х годов, чемпион Спартакиады народов СССР в беге на 800 метров, участник летних Олимпийских игр в Москве. На всесоюзных соревнованиях представлял Украинскую ССР и город Симферополь. Мастер спорта СССР международного класса.

## Биография
Анатолий Решетняк родился 14 апреля 1955 года в городе Евпатория Крымской области. Окончил школу № 1 в Евпатории. Учился на факультете физического воспитания Симферопольского государственного университета имени М. В. Фрунзе.
Занимался лёгкой атлетикой в Симферополе под руководством заслуженного тренера УССР Тита Фёдоровича Корнева. Начиная с 1976 года состоял в сборной команде СССР по лёгкой атлетике.
Впервые заявил о себе на международном уровне в сезоне 1977 года, когда победил в традиционной матчевой встрече со сборной США и стал седьмым в беге на 800 метров на летней Универсиаде в Софии.
В 1978 году на дистанции 800 метров одержал победу на зимнем чемпионате СССР в Москве, принял участие в чемпионате Европы в Праге, где с личным рекордом 1:45,79 финишировал в финале четвёртым.
В 1979 году на чемпионате страны в рамках VII летней Спартакиады народов СССР в Москве победил в беге на 800 метров и в составе сборной Украинской ССР взял бронзу в эстафете 4 × 800 метров (показанное ими время 7:13,1 остаётся действующим национальным рекордом Украины в данной дисциплине). Также в этом сезоне отметился выступлением на Кубке мира в Монреале, где с результатом 1:49,4 был шестым.
На чемпионате СССР 1980 года в беге на 800 метров стал серебряным призёром позади Николая Кирова — тем самым удостоился права защищать честь страны на летних Олимпийских играх в Москве. На Играх из-за травмы ноги не смог показать высокого результата, выбыл из борьбы за медали уже на предварительном квалификационном этапе.
После московской Олимпиады Решетняк оставался действующим спортсменом ещё в течение одного олимпийского цикла. Так, в 1981 году победил в матчевой встрече со сборной США в Ленинграде, на чемпионате СССР в Москве он вновь получил бронзовую награду в эстафете 4 × 800 метров.
В 1982 году в беге на 800 метров стал бронзовым призёром на чемпионате СССР в Киеве, стартовал на чемпионате Европы в Афинах, но в финал здесь не вышел.
Планировал пройти отбор на Олимпийские игры 1984 года в Лос-Анджелесе, но Советский Союз вместе с несколькими другими странами восточного блока бойкотировал эти соревнования по политическим причинам.
За выдающиеся спортивные достижения удостоен почётного звания «Мастер спорта СССР международного класса».
Впоследствии в течение многих лет работал преподавателем физической культуры в Таврической академии Крымского федерального университета имени В. И. Вернадского в Симферополе.